# فرودگاه خوزه لئوناردو چیرینو
فرودگاه خوزه لئوناردو چیرینو (به انگلیسی: José Leonardo Chirino Airport) یک فرودگاه غیرنظامی با کد یاتا CZE است که یک باند فرود آسفالت دارد و طول باند آن ۲۱۵۰ متر است. این فرودگاه در کشور ونزوئلا قرار دارد و در ارتفاع ۱۶ متری از سطح دریا واقع شده‌است.

## شرکت‌های هواپیمایی و مقصدهای پروازی
| شرکت‌های هواپیمایی | مقصدهای پروازی |
| ----------------- | -------------- |
| کونویاسا          | سیمون بولیوار  |